# Nukleotidi
Nukleotidi su monomerske jedinice nukleinskih kiselina i posrednici u reakcijama prijenosa energije u stanicama (adenozin). Kao i sve molekule s 2-3 fosfatne skupine vezane za 5' ugljik, spadaju među nukleozidne monofosfate jer izdvajanjem fosfatne skupine tvore nukleozid. Najveći je broj molekula RNK-a ili DNK-a izgrađen od samo 4 osnovna tipa nukleotida.
Svaki se nukleotid sastoji od pet-ugljičnog šećera za koji su vezane fosfatna skupina i dušikova baza. Šećer može biti D-riboza (kod RNK-a) ili D-deoksiriboza (kod DNK-a). Fosfat je fosfoesterskom vezom spojen s 5'-ugljikom u šećeru, dok je baza vezana za 1'-ugljik. Baza može biti purinska ili pirimidinska. DNK sadrži purine adenin (A) i gvanin (G), te pirimidine citozin (C) i timin (T). RNK također sadrži adenin, gvanin i citozin, dok timin zamjenjuje pirimidinskom bazom uracil (U). 5 navedenih dušikovih baza ubrajamo među 30 najčešćih molekula u stanicama.
Nukleotidi nastaju na dva načina:
- sinteza de novo
- spasonosna biosinteza

## Vanjske poveznice
- (hrv.) Nukleotidi[neaktivna poveznica]
- (hrv.) Biosinteza nukleotida[neaktivna poveznica]